# Хунедоара
Хунедоара (на румънски: Hunedoara; на унгарски: Vajdahunyad, Вайдахуняд, в превод „Селище на Хуниади“, на немски: Eisenmarkt, в превод „Пазар на желязо“) е град в Румъния. Намира се в централната част на страната (демографски регион Център) и в историческата област Трансилвания. Хунедоара е вторият по важност град в едноименния окръг, Хунедоара.
Според последното преброяване на населението, през 2002 година, населението на града е 79 235 души.

## Природни особености
Град Хунедоара се намира в западния дял на историческата област Трансилвания, близо до границата с Банат. Хунедоара е създадена като миньорско селище в западните Карпати.

## Население
Румънците представляват по-голямата част от населението на града, съществуват още унгарско (5 %), немско и циганско малцинство.

## Икономика
Хунедоара по традиция е второто по важност средище на черна металургия в Румъния. Днес тук е създадено и производство на желязо и стомана. Освен това е развит и туризмът, главно поради красивия дворец на Янош Хуняди, който е ремонтиран и превърнат в дворец.